# Добросовестный приобретатель
Добросовестный приобретатель — добросовестным считается приобретатель, который не знал и не должен был знать, что он приобрёл имущество у лица, которое не вправе его отчуждать.

## В римском праве
Римское право допускало изъятие имущества у добросовестного приобретателя через виндикационный иск. Сама возможность виндикации и её последовательного проведения создавало общую неуверенность в торговом обороте: покупатель никогда не мог быть уверен в том, что он стал собственником. Всегда оставалась возможность, что появится некое лицо, которое докажет своё право собственности на вещь и отберёт её себе.

## В германском обычном праве
В обороте движимого имущества в германском обычном праве действовал принцип «Hand muss Hand wahren»: изъятию и возврату прежнему собственнику подлежали только вещи, вышедшие из рук владельца против его воли (похищенные, потерянные). Те же вещи, которые были им кому-нибудь добровольно вверены, в случае отчуждения их этим последним уходят от собственника окончательно и всякий добросовестный приобретатель таких вещей делается бесповоротным собственником. Прежний собственник получал право на иск об убытках к тому, кому он их вверил: «wo man seinen Glauben gelassen hat, da muss man ihn suchen».

## В Австралии
Защита прав добросовестного приобретателя в области недвижимого имущества была подкреплена в 1857 году по инициативе Роберта Торренса введением в провинции Южная Австралия публичного реестра недвижимости и порядка передачи прав на титул через регистрацию записи в публичном реестре. Согласно этой системе, названной впоследствии титулами Торренса, добросовестный приобретатель не может быть лишён собственности ни в каком случае. Система титулов Торренса также предусматривает немедленную полную материальную ответственность государства за ущерб, причинённый бывшим и действующим собственникам действиями третьих лиц. Государство при этом получает право истребовать компенсацию с виновного лица в порядке регресса. Система Торренса была внедрена во всех австралийских колониях в 1857-1875 годах, а в дальнейшем получила распространение по всему миру.

## В России

### История
Законодательство Российской империи различало недобросовестного и добросовестного приобретателей, однако слабо охраняло права последнего. Имущество у добросовестного приобретателя могло быть изъято по решению суда о признании владения незаконным. При изъятии, однако, закон позволял добросовестному приобретателю оставить себе доход, полученный от имущества во время незаконного владения и позволял требовать от законного владельца возмещение за улучшения имущества за время незаконного владения.

### В современном законодательстве
По действующему российскому праву имущество от добросовестного приобретателя возвращается собственнику лишь в двух случаях: если оно приобретено безвозмездно или если имущество было утеряно собственником, либо похищено, либо выбыло из владения собственника иным путём помимо его воли. Исключение составляют деньги и ценные бумаги — от добросовестного приобретателя они не могут быть истребованы (п. 3 ст. 302 ГК РФ).
Выяснение вопроса о способах защиты добросовестного приобретателя от собственника связано с распространённой в российском законодательстве и судебной практике проблемой конкуренции исков о реституции владения с одной стороны и виндикации — с другой.
Защищенный от виндикации нормами статьи 302 ГК РФ добросовестный приобретатель является беззащитным против реституции (п. 2 ст. 167 ГК РФ) — так называемого иска о применении последствий недействительности сделки. Сложившаяся практика несколько изменилась в результате постановления Пленума Высшего арбитражного суда РФ от 25 февраля 1998 года № 8, которое разъясняло: «Если собственником заявлен иск о признании недействительной сделки купли-продажи и возврате имущества, переданного покупателю, и при разрешении данного спора будет установлено, что покупатель отвечает требованиям, предъявляемым к добросовестному приобретателю, в удовлетворении исковых требований о возврате имущества должно быть отказано».
Позиция судов, не допускающая применения реституции и виндикации по отношению к приобретателю, отвечающему требованиям добросовестности, представляется[кому?] единственно верной для российской доктрины права. Однако широко применяемая практика арбитражных судов не такова у судов общей юрисдикции. Не учитывая добросовестность приобретателя, суды общей юрисдикции применяли реституцию и возвращали имущество его первоначальному обладателю. Особенно трагичной такая практика была тогда, когда применялась к правоотношениям в сфере купли-продажи недвижимости. Так, добросовестный приобретатель лишался купленной квартиры, не имея реальной возможности взыскать уплаченные за квартиру денежные средства с продавца, который нередко к тому времени уже без вести пропадал или истрачивал средства от продажи квартиры.
21 апреля 2003 года Конституционный суд РФ своим постановлением № 6 подтвердил невозможность изъятия вещи в порядке реституции у лица, отвечающего установленным в ст. 302 ГК РФ требованиям. Кроме этого, суд сделал вывод о том, что защита прав собственника, не являющегося стороной по сделке, возможна лишь путём удовлетворения виндикационного иска. Для такого иска же необходимы предусмотренные статьей 302 ГК РФ основания, дающие право истребовать имущество и у добросовестного приобретателя (безвозмездность приобретения имущества добросовестным приобретателем, выбытие имущества из владения собственника помимо его воли и др.).
В 2014 году в решении Московского арбитражного суда по делу «Башнефти» было признано право Российской Федерации предъявлять претензии к собственникам компании на тот момент по поводу имущества, приватизированного за 21 год до этого другими лицами: каждый последующий приобретатель акций не становился их законным владельцем.